# Frecce Tricolori

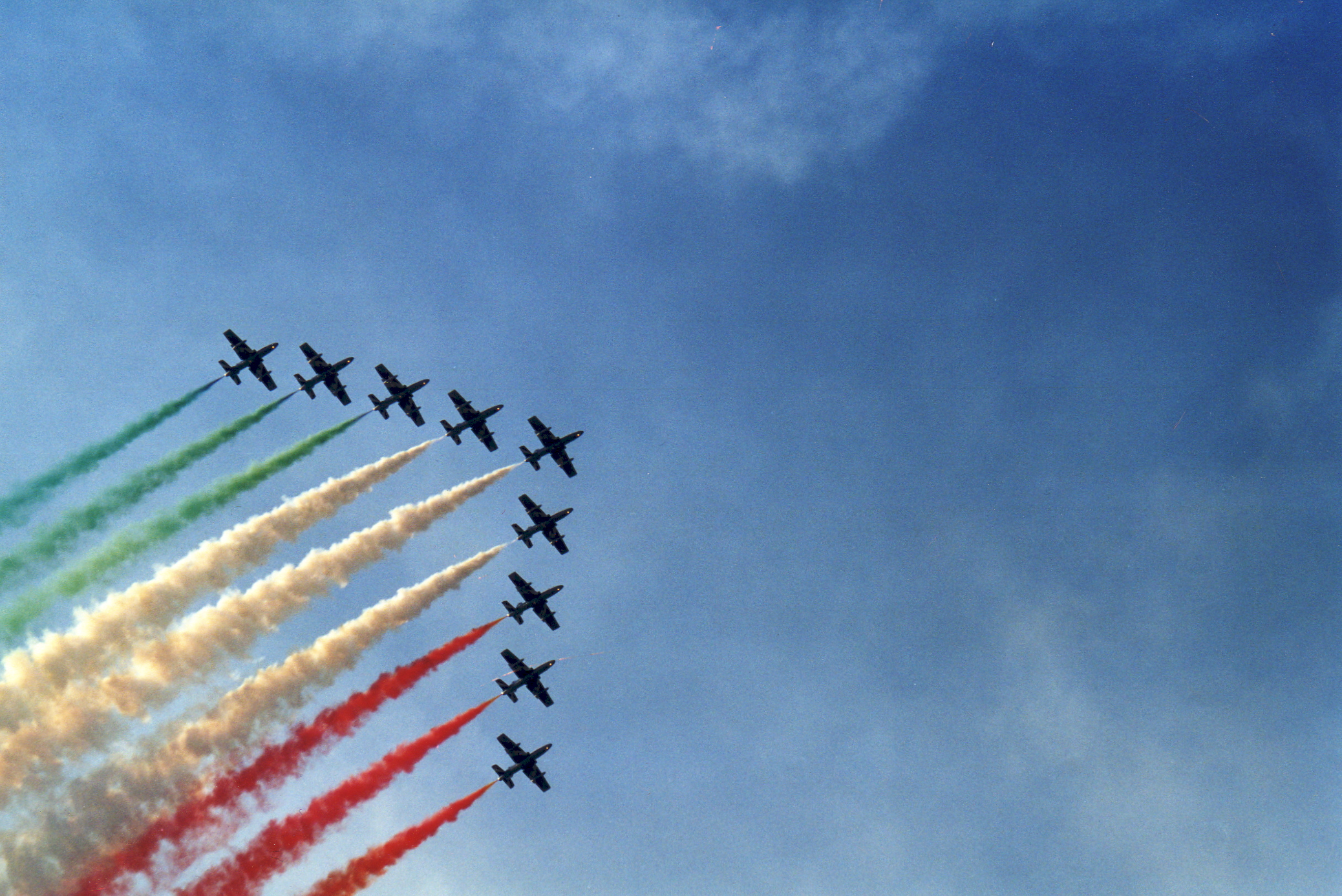
La patrouille des Frecce Tricolori en vol de représentation à l'aéroport militaire de Rivolto en septembre 2000.

Les Frecce Tricolori (en français « Les flèches tricolores ») sont la patrouille acrobatique officielle de l'Aéronautique militaire italienne. Créée en 1960, elle est constituée de neuf avions et d'un solo. C'est la patrouille acrobatique sur jet comportant le plus grand nombre d'avions.

## Histoire

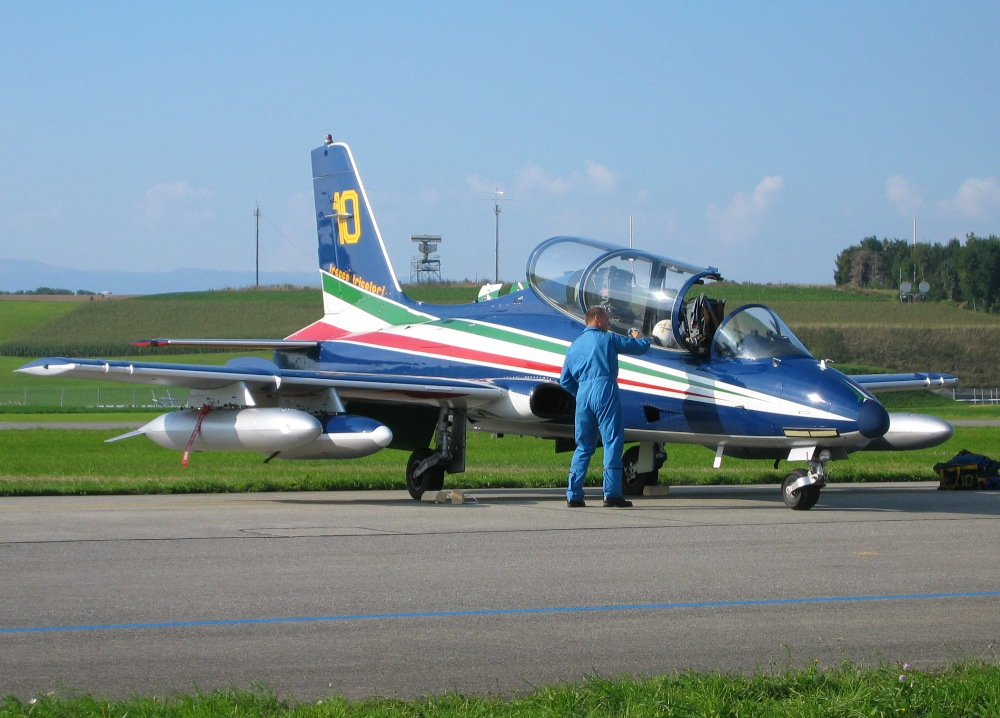
Un Aermacchi MB-339PAN de la patrouille Frecce Tricolori

La première école de pilotage acrobatique italienne a été créée en 1930 à Campoformio. La première formation comptait cinq Fiat CR.20 et, dès le 8 juin 1930 pour la première manifestation aérienne, appelée Giornata dell'Ala, la patrouille présenta la figure bomba qui est très proche de la version actuelle. En 1932 elle s'équipa de Breda Ba.19, en 1934 de Fiat CR.30 et en 1936 de Fiat C.R.32. La patrouille fut dissoute lors de la Seconde Guerre mondiale.

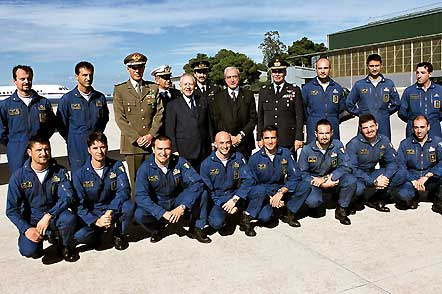
La Pattuglia Acrobatica Nazionale delle Frecce Tricolori

À partir de 1950 se succédèrent diverses patrouilles acrobatiques :
- 1950-1952 Cavallino Rampante, patrouille appartenant à la 4e escadrille, sur De Havilland Vampire
- 1953-1955 Getti Tonanti, de la brigade V, sur F-84G Thunderjet.
- 1955-1956 Tigri Bianche, de la brigade 51, sur F-84G Thunderjet.
- 1956-1957 Cavallino Rampante, de la brigade IV, sur F-86 Sabre
- 1957-1959 Diavoli Rossi, de la brigade VI, sur F-84F Thunderstreak.
- 1956-1957 Lancieri Neri, de la brigade II, sur F-86 Sabre.
- 1959-1960 Getti Tonanti, de la brigade V, sur F-84F Thunderjet.

Vers la fin de l'année 1960 il fut décidé de mettre fin à la rotation des brigades et de créer une patrouille acrobatique nationale en sélectionnant les meilleurs pilotes. Cette patrouille fut baptisée Frecce Tricolori. Son nom complet est :
- 313. Gruppo Addestramento Acrobatico ;
Pattuglia Acrobatica Nazionale (PAN) Frecce Tricolori.

La livrée bleue des avions est soulignée par la bande tricolore qui parcourt les flancs du fuselage. Les surfaces inférieures sont gris clair tandis que l'écusson est jaune. La patrouille utilise à ses débuts des F-86 Sabre, puis des Fiat G.91R/PAN à partir de 1963, et passe sur Aermacchi MB-339PAN en 1982. En 2026, ces avions seront remplacés par des Aermacchi M-345 HET dont les premiers sont livrés à l'armée italienne en décembre 2020.

## Accidents
Le 28 août 1988, lors d'un meeting sur la base aérienne de Ramstein, en Allemagne, trois des dix avions de cette patrouille se percutent en vol, tuant sur-le-champ les trois pilotes, alors que les débris du crash tuent soixante-sept spectateurs.
Le 16 septembre 2023, un Aermacchi MB-339 des Frecce Tricolori s'écrase sur l'aéroport de Turin-Caselle. Une pièce incandescente de l'avion s'est détachée et a frappé une voiture tuant une fillette de cinq ans. Son frère de neuf ans serait gravement blessé, tandis que ses deux parents et le pilote qui s'est éjecté ont eux aussi été blessés, mais aucun d'entre eux ne se trouverait dans un état grave, selon les médias.

## Galerie

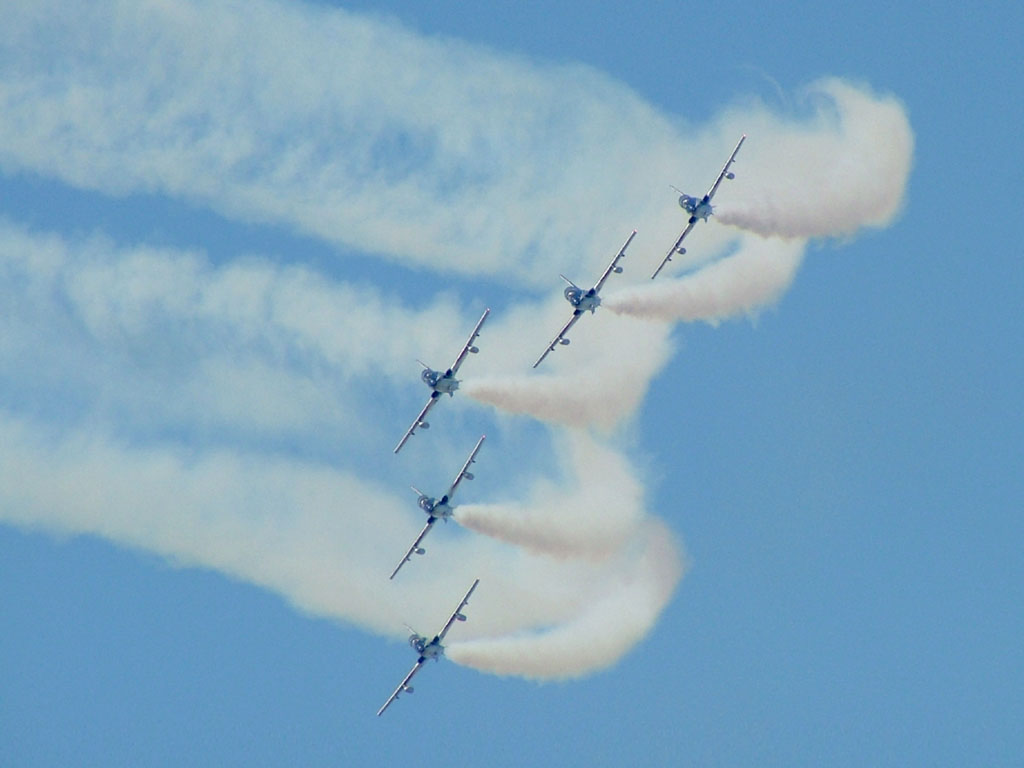
RIAT, 2005
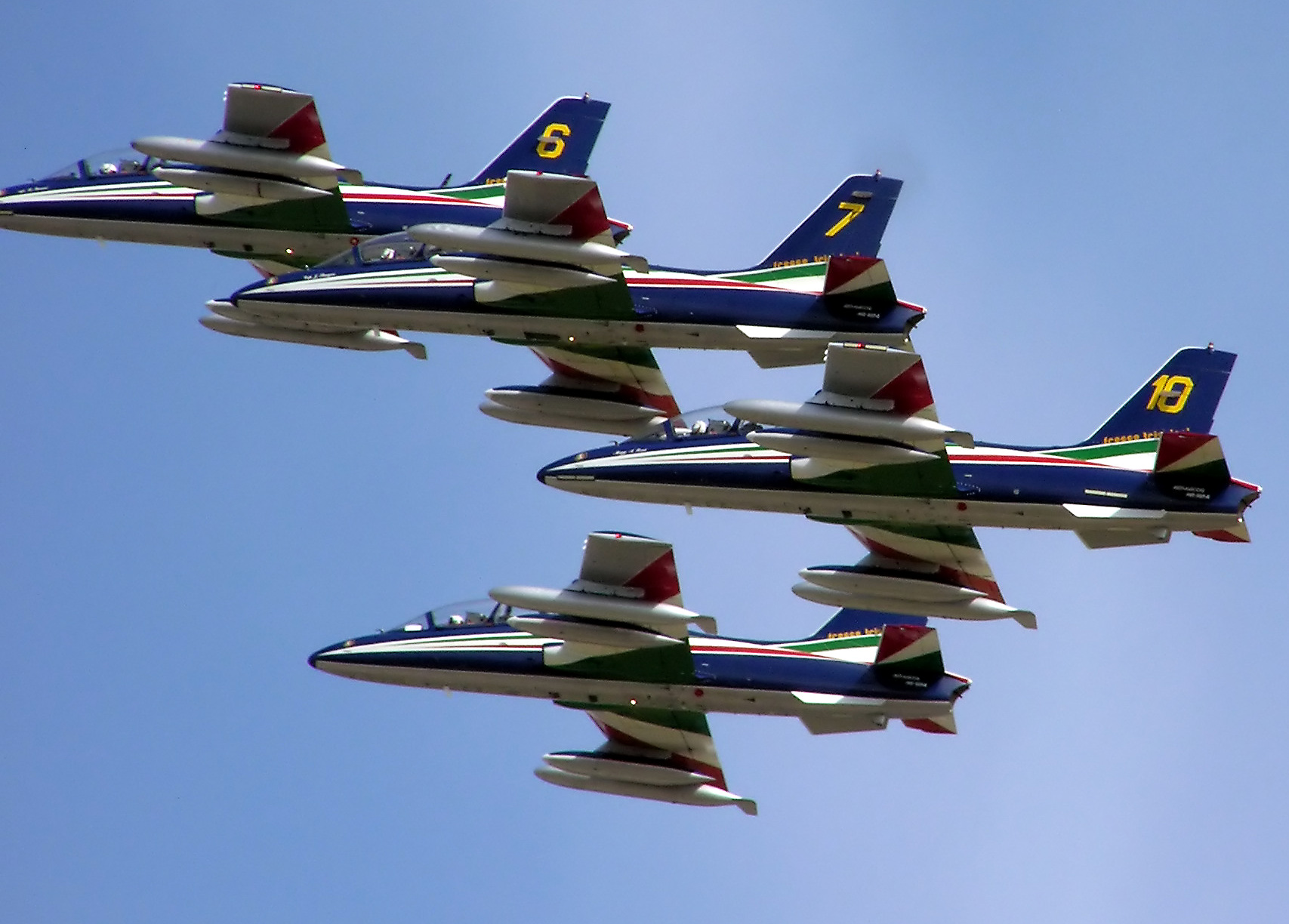
RIAT, 2005
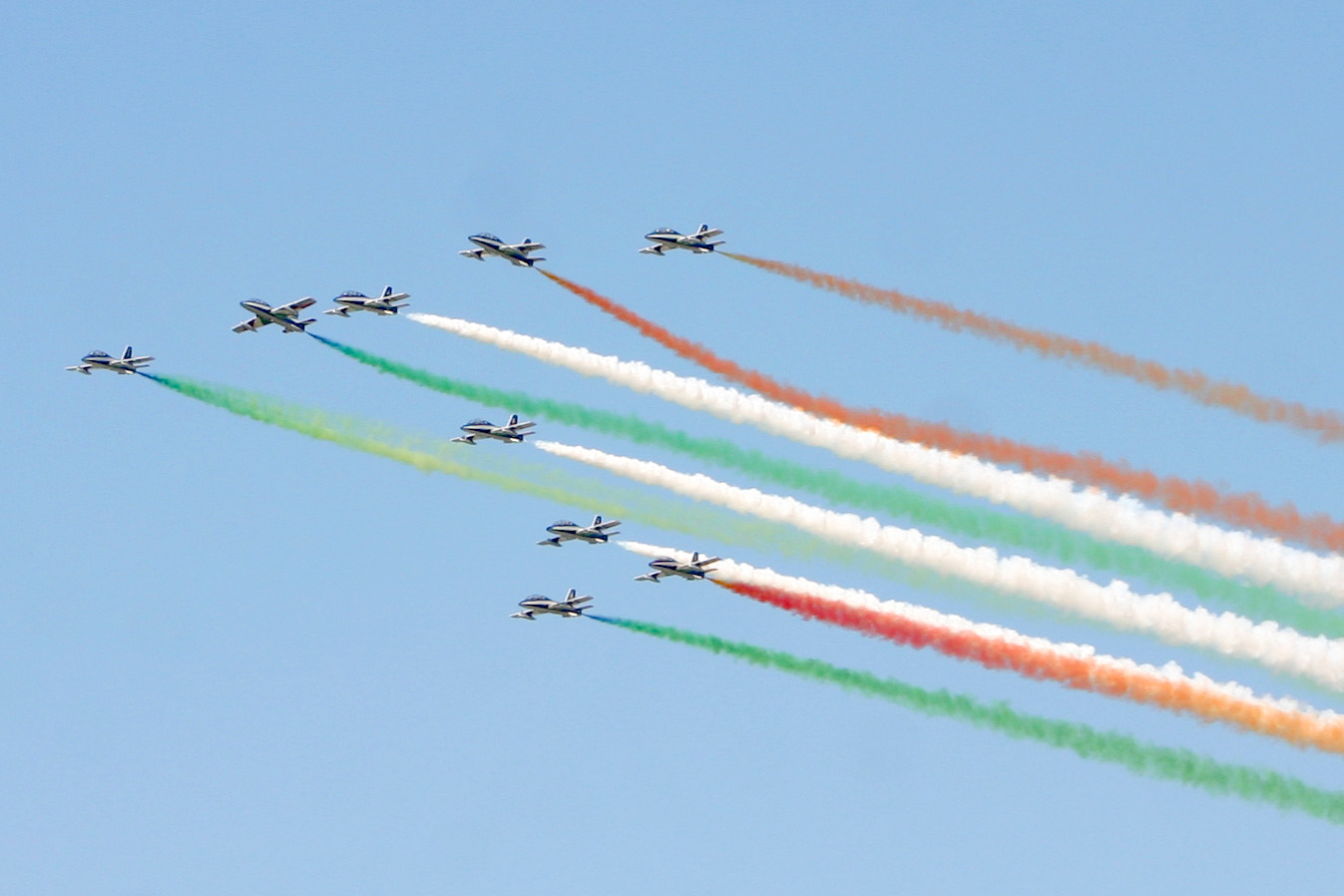
Air 04, Payerne, Suisse
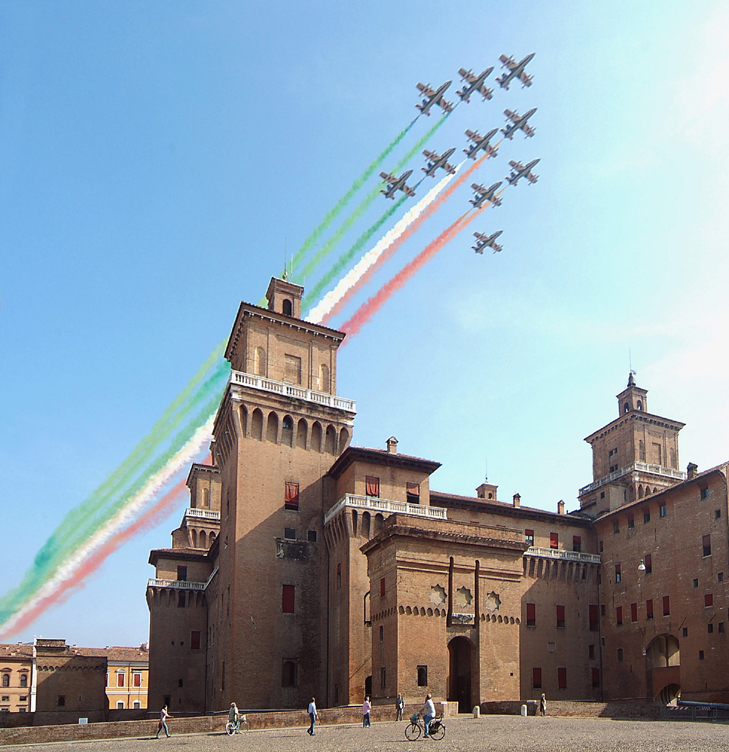
Estense castle, Ferrara, Italie
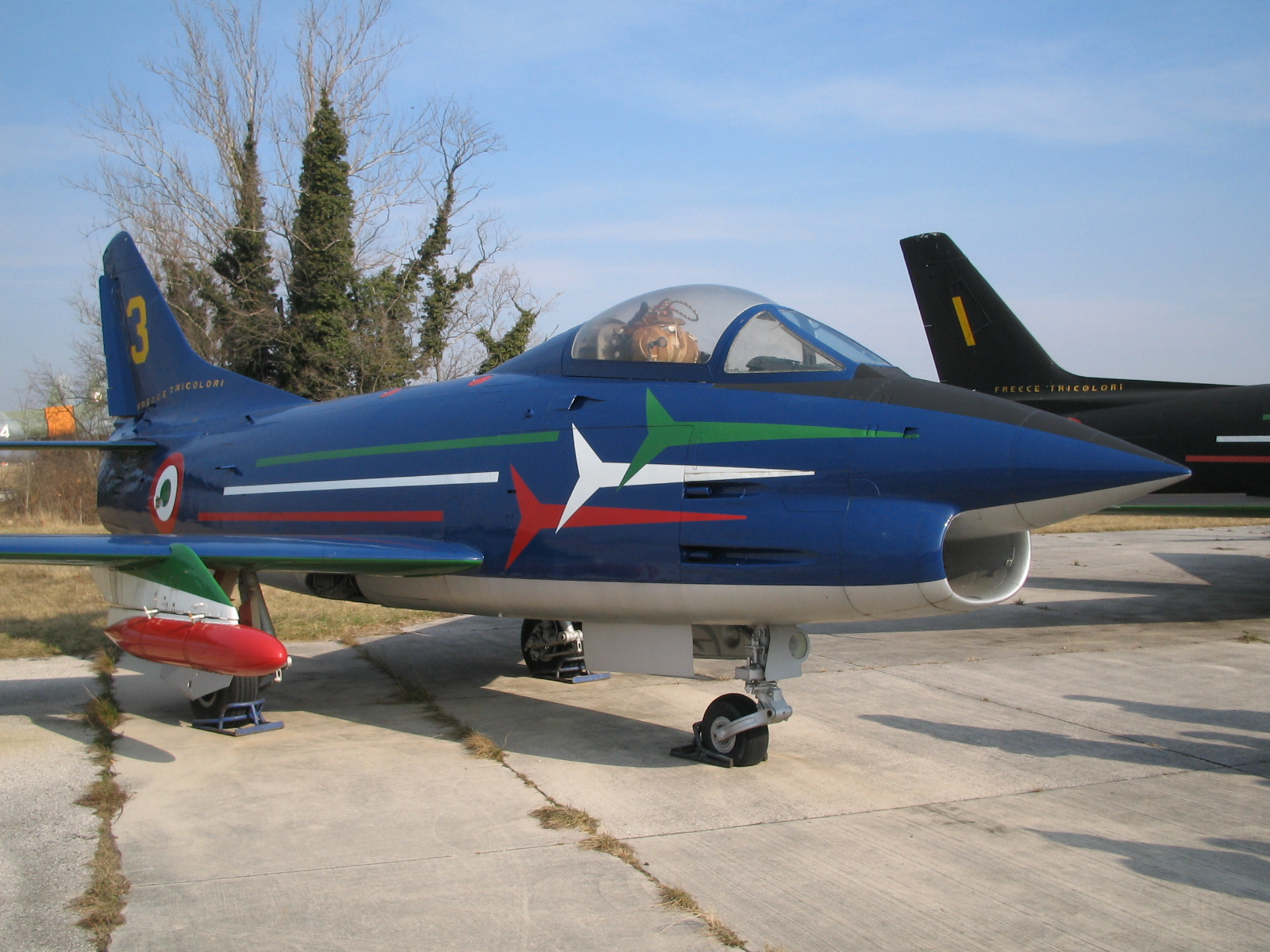
Fiat G.91 PAN
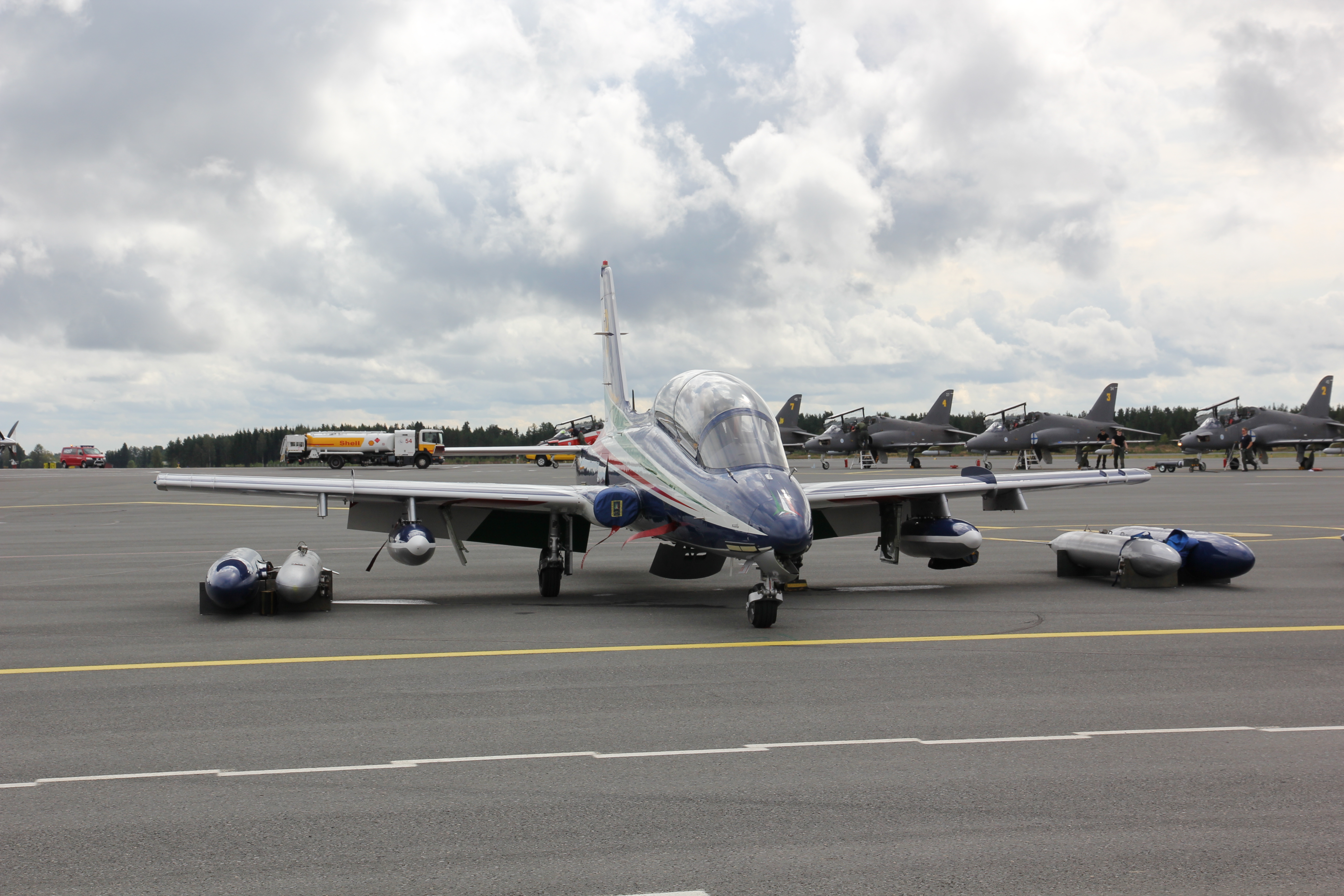
Aermacchi MB-339 PAN
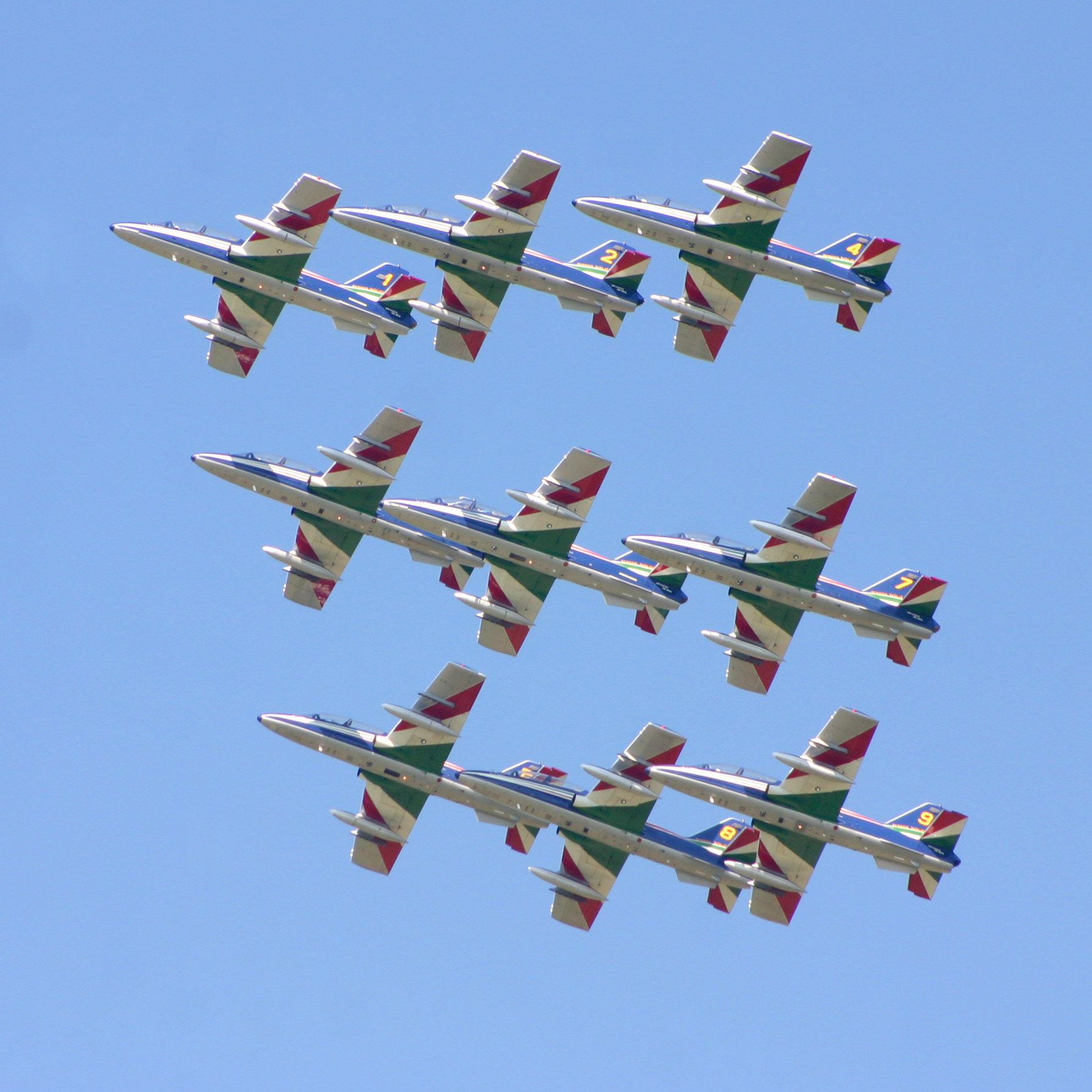
Air 04, Payerne, Suisse